# Ceratochaetops triseta
Ceratochaetops triseta là một loài ruồi trong họ Tachinidae.